# جول دوبوي
أرسين جول إتيان جوفينيل دوبوي (بالفرنسية: Jules Dupuit)‏ (18 مايو 1804 - 5 سبتمبر 1866) كان مهندسً اقتصاديًا فرنسيًا من أصل إيطالي.
ولد في فوسانو بإيطاليا التي كانت تحت حكم نابليون بونابرت. هاجر إلى فرنسا في سن العاشرة مع عائلته حيث درس في فرساي وفاز بجائزة الفيزياء عند التخرج. ثم درس في مدرسة البوليتكنيك كمهندس مدني وتولى تدريجياً المزيد من المسؤولية في المناصب الإقليمية المختلفة. حصل على وسام جوقة الشرف في 1843 لمساهماته في بناء نظام الطرق الفرنسي وبعد فترة وجيزة انتقل إلى باريس. وهناك درس مشاكل السيطرة على الفيضانات في 1848. كما أشرف على بناء نظام الصرف الصحي في باريس حيث توفي في 1866.
أدت الأسئلة الهندسية إلى اهتمامه بالإقتصاد وهو موضوع درس فيه نفسه بنفسه. كانت مقالته لعام 1844 معنية بتحديد السعر المثالي للجسر. وهنا قدم منحنى تقلص المنفعة الحدية فكلما انخفض عدد السعر، زاد عدد الأشخاص الذين يستخدمون الجسر.
تابع دوبوي تعريف المنفعة على أنها المنطقة الواقعة تحت منحنى الطلب / الهامش فوق السعر والتي يتم استخدمها كمقياس للرفاهية العامة والتي ستعرف بعدها باسم فائض المستهلك من طرف مارشال.

## روابط خارجية
- جول دوبوي على موقع الموسوعة البريطانية (الإنجليزية)

- سيرة جول دوبوي